# المسيحية في غانا

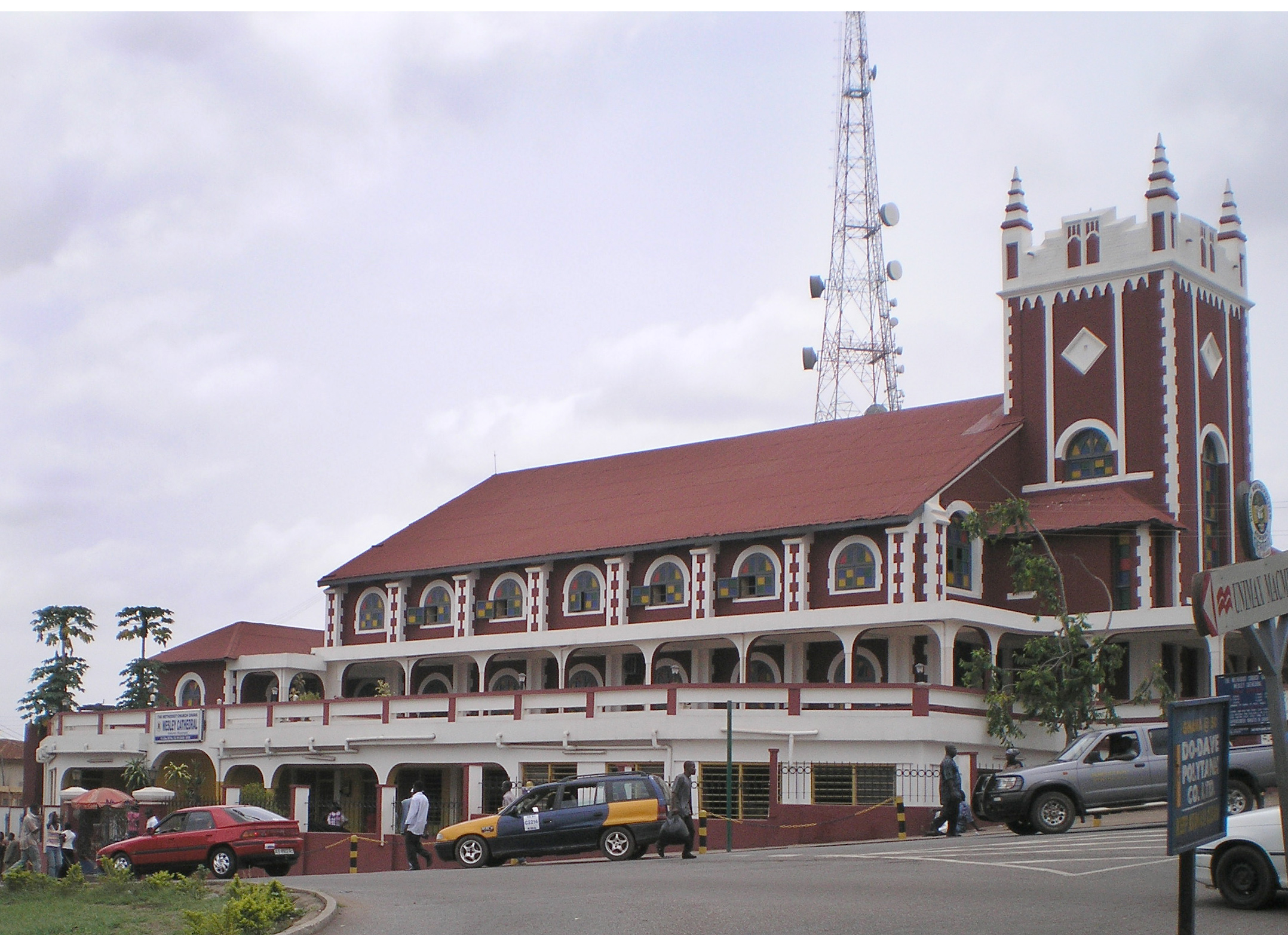
كاتدرائية جون ويسلي الميثودية في كوماسي.

المسيحية في غانا هي الديانة السائدة والمهيمنة، وقد وصلت المسيحية إلى غانا من خلال المبشرين والتجار الأوروبيين في القرن الخامس عشر. وكانت هناك العديد من المجموعات الثقافيّة المختلفة في جميع أنحاء منطقة غرب أفريقيا والتي مارست مختلف أشكال الروحانيات. ومع ازدياد حركة التبشير وإستعمار البلاد تحولّت غانا إلى المسيحية.
وفقًا لأرقام التعداد السكاني لعام 2000، وصلت أعداد السكان المسيحيين إلى حوالي 18.8 مليون نسمة، أي حوالي 68.8% من سكان غانا. وبحسب التعداد السكاني ازدادت نسبة المسيحيين لتصل إلى 71.3% في عام 2020، وبحسب دراسة تعود إلى عام 2015 حوالي 50,000 مسلم تحول إلى المسيحية في غانا. تشمل الطوائف المسيحية في غانا الكاثوليك، والميثوديين، والإنجيليين، والمشيخيين، واللوثريين، السبتيين، والمعمدانيين وغيرها من الطوائف المسيحية. ويعتبر المذهب الميثودي واحد من أكبر التجمعات والمذاهب المسيحية في البلاد.
مع تزايد عمل البعثات التبشيرية المسيحية في ساحل الذهب الإنجليزي شهد الجزء الأول من القرن العشرين تقدماً ملحوظاً في العديد من المجالات، وعلى الرغم من استمرار البعثات المسيحية في المشاركة في تطوير البلاد، زادت الحكومة بشكل مطرد اهتمامها ودعمها. في عام 1909 أنشأت الحكومة الإستعماريَّة مدرسة فنيَّة وكليَّة لتدريب المعلمين في أكرا. وتم إنشاء العديد من المدارس الثانوية الأخرى من قبل البعثات المسيحيَّة. زادت الحكومة بثبات دعمها المالي للعدد المتزايد من المدارس الحكومية والمدارس التبشيرية.
يظهر تأثير الديانة المسيحية على الحياة الاجتماعية والثقافة المحليّة بشكل خاص من خلال شبكة المدارس والجامعات المسيحية والمؤسسات الصحيّة، حوالي 42% من المؤسسات الصحية والمستشفيات في غانا تعود لمؤسسات كنسيّة ومسيحيّة. وتعتبر الأعياد المسيحية مثل عيد القيامة وعيد الميلاد أعياد وطنيّة. المسيحيون الغانيون، يختنون ذكورهم في الغالب رغم أن شريعة الختان قد أسقطت في العهد الجديد أي أن مختلف الكنائس لا تلزم أتباعها بها، حيث أن 95% من مسيحيين غانا الذكور مختونين. لا يوجد رابط كبير بين العرق والدين في غانا.

## التاريخ

### التاريخ المبكر

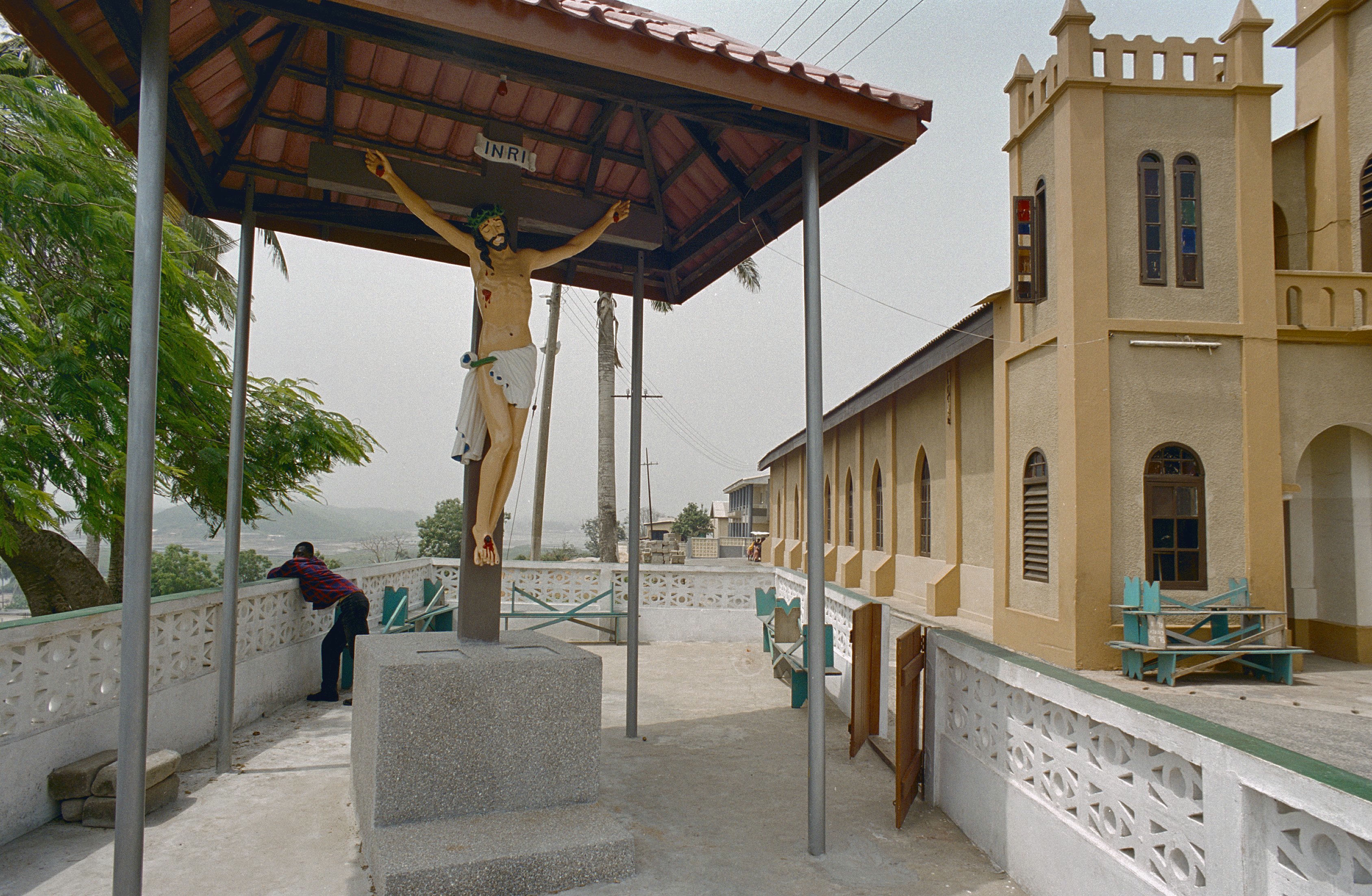
بعثة القديس يوسف في المينا.

ظهرت إمبراطورية غانا في منطقة بينية بين الصحراء الكبرى والغابات بجنوب شرق موريتانيا. وكان الهدف من قيامها التجارة في الذهب الذي ينتج في جنوبها وتشتريه قوافل بدو الصحراء التجارية لتحمله الجمال لشمال أفريقيا. كان عام 1471 هو العام الذي هبط فيه الأوروبيون الأوائل في البلاد، وصل البرتغاليين إلى المنطقة التي كانت ستعرف باسم الشاطئ الذهبي لأنها كانت مصدرًا مهمًا للذهب. وقام المبشرون البرتغاليون برفع أول صليب في الصحراء، وهو مكان أصبح فيما بعد مركزًا تجاريًا مهمًا. في عام 1573 وصل الكهنة الأوغسطينيون، والذين بنوا ديرًا وأقاموا بعثات في مواقع أخرى. بعد ذلك، وصل الرهبان الكبوشيين الفرنسيين، الذين أُجبروا، بسبب الحظر الذي فرضته السلطات البرتغالية، على التخلي عن المهمة التبشيرية. احتل الهولنديون البروتستانت غانا عام 1637، لكنها عادت إلى البرتغاليين بسبب التجارة مع البرازيل بعد خمس سنوات. قام الأوغسطينيون (1572–1576) والكبوشيين (1637–1684) والدومينيكان (1687–1704) بتنفيذ أعمال تبشيرية متفرقة، على الرغم من أن هذه الجهود المبكرة أُعيقت بسبب الأعمال العدائية القبلية تجاه المبشرين، ووجود عدد لا يحصى من اللغات الأصلية، والمناخ غير الصحي وتجارة الرقيق المزدهرة التي قامت بها المصالح الهولندية والبريطانية والدنماركية والفرنسية المتنافسة. وكان في أكرا كاهن أفريقي كاثوليكي عمل فيها من عام 1679 إلى 1682.
فتح وجود القوى الأوروبية في الشاطئ الهولندي الذهبي المنطقة على العالم الخارجي، وحقق بعض الأفارقة من الشاطئ الهولندي الذهبي قدرًا ضئيلًا من الإنجاز والاندماج في المجتمع الأوروبي. عارض المبشرين البروتستانت الهولنديين تجارة الرق والعبيد في الشاطئ الهولندي الذهبي واعتبروها متعارضة مع التعاليم المسيحية.

### ساحل الذهب الإنجليزي

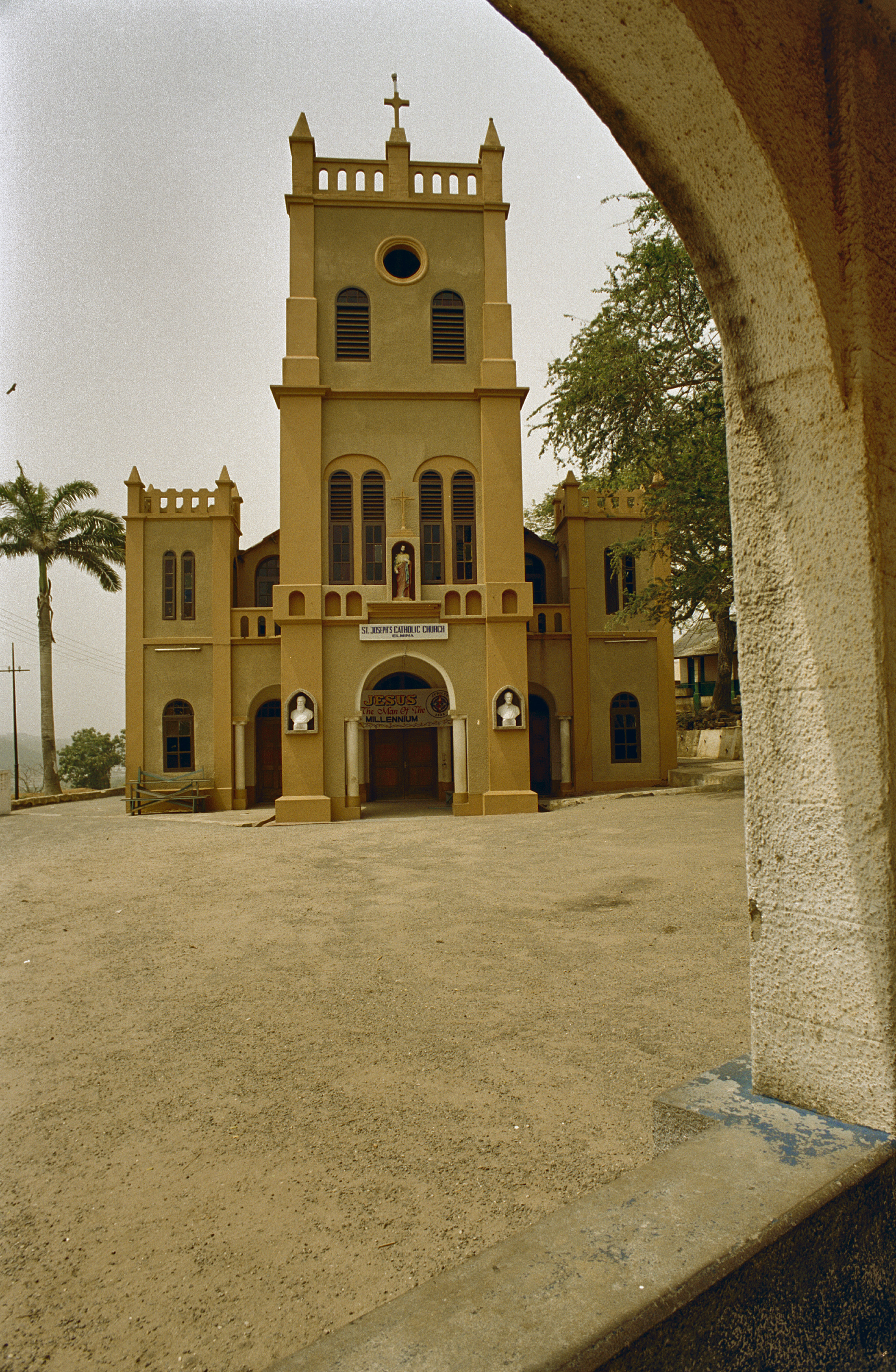
بعثة القديس يوسف في المينا.

كان ساحل الذهب الإنجليزي فيما يعرف الآن بغانا جزء من الإمبراطورية البريطانية. تم إنشاء هذه المستعمرة في عام 1821، عندما صادرت الحكومة الأرض المتاخمة للساحل. أطلق الأوروبيون اسم ساحل الذهب منذ فترة طويلة على هذا النحو، نظرًا للكميات الكبيرة من الذهب الموجودة في هذه المنطقة. يعود وجود الكنيسة الميثودية في غانا كنتيجة للأنشطة التبشيريَّة للكنيسة الميثودية، والتي أُفتتحت لأول مرة مع وصول جوزيف رودس دانويل إلى الساحل الذهبي في غانا في عام 1835. ومثل حالة الكنيسة الأم أُنشئت الكنيسة الميثودية في غانا من قبل أشخاص من الخلفيَّة الأنجليكانية، وتم تأسيس مدرسة في كايب كوست من قبل الأنجليكان خلال فترة فيليب كواك وهو كاهن غاني. أولئك الذين خرجوا من هذه المدرسة كانت لديهم المعرفة الكتابية والمواد الكتابية المقدمة من جمعية نشر المعرفة المسيحية. وطلب وليام دي-غرافت أحد أعضاء مجموعة دراسة الكتاب المقدس إرسال الكتاب المقدس من الكابتن بوتر من سفينة الكونغو، ولم يتم إرسال الإنجيل فحسب، بل أُرسل أيضًا مبشِّرًا ميثوديًا. في السنوات الثماني الأولى من حياة الكنيسة توفي 11 من أصل 21 من المبشرين الذين عملوا في جولد كوست. وكان توماس بيرش فريمان الذي وصل إلى جولد كوست في عام 1838 رائدًا في التوسع التبشيري للكنيسة الميثودية. بين عام 1838 وعام 1857 حمل أتباع الكنيسة الميثودية ايمانهم من المناطق الساحلية إلى كوماسي وفي المناطق النائية في أسانتي في جولد كوست. وبحلول عام 1854، تم تنظيم الكنيسة في الدوائر التي كانت تُشكل المقاطعات مع تعيين فريمان كرئيس، وتم استبدال فريمان في عام 1856 من قبل ويليام ويست. وتم تقسيم المنطقة وتوسيعها لتشمل مناطق في جولد كوست ونيجيريا في عام 1878 بواسطة المجمع الكنسي، وهي خطوة أكدت في المؤتمر البريطاني.
في النصف الثاني من القرن التاسع عشر، استؤنفت التبشير الكاثوليكي في ساحل الذهب الإنجليزي، وفي عام 1879 أُنشئت المقاطعة الرسولية لساحل الذهب، وعُهد بها إلى كهنة جمعية الإرساليات الإفريقية والتي تسمى أيضًا الآباء البيض. وصل مبشران من الآباء البيض إلى المينا في 18 مايو عام 1880، وهو تاريخ تعتبره الكنيسة الكاثوليكية بداية عملها التبشيري الحقيقي في غانا. بدأ العمل التبشيري الكاثوليكي بشكل جدي في عام 1880، بعد جهود التبشير البروتستانتية النشطة التي بدأت في وقت مبكر من عام 1737 وازدادت قوتها من خلال جهود المبشرين المشيخيين والميثوديين في القرن التاسع عشر. في 26 ديسمبر عام 1883، وصلت راهبتان افتتحتا بعد عام مدرسة نسائية. في 29 ديسمبر عام 1890، بُنيت أول كنيسة كاثوليكية حديثة مكرسة للقديس يوسف في المينا.
في عام 1885، تم نقل المقر الرئيسي للمقاطعة الرسولية لساحل الذهب من المينا إلى كيب كوست. وفي 25 مايو عام 1901، تم رفع المقاطعة الرسولية لساحل الذهب إلى نيابة رسولية. وفي عام 1906، بدأ الآباء البيض من فولتا العليا (بوركينا فاسو الآن) العمل التبشيري في شمال غانا. تم دمج هذه المنطقة في ولاية نافرونجو الرسولية في 11 يناير عام 1926 وفي 26 فبراير عام 1934 تم ترقيتها إلى رتبة نيابة رسولية.
تم بناء أول كنيسة كاثوليكية في العاصمة أكرا، في عام 1892 وأُقيمت المحافظة الرسولية في أكرا في 9 ديسمبر عام 1942، في عام 1947، أصبحت نيابة رسولية. في 8 ديسمبر عام 1935، تم ترسيم أول كهنة كاثوليك من أصول غانية. في عام 1946، تم تأسيس مجمع راهبات مريم الطاهرة. بدأ التبشير الميثودي في شمال غانا في عام 1910، بعد فترة طويلة من الصراع مع الحكومة الإستعماريَّة حيث تم تأسيس العمل التبشيري في عام 1955، وكان بول أدو أول مبشر للسكان الأصليين في شمال غانا.
في 18 أبريل 1950، قُدرت أعداد الكاثوليك في غانا بحوالي 300,000 نسمة، وتم إجراء تغييرات على التقسيمات الإقليمية للأبرشيات الغانية حيث تم إنشاء التسلسل الهرمي في جولد كوست، وكان مقر رئيس أساقفة متروبوليتان في كيب كوست وخضع لسلطته الروحية أبرشية أكرا وكيتا وكوماسي وتامالي. في 7 مارس عام 1957، تم تعيين المطران جون كودو أميسة أسقفًا مساعدًا لكيب كوست، وفي 19 ديسمبر عام 1959 أصبح أول رئيس أساقفة أفريقي لكيب كوست.

### الاستقلال

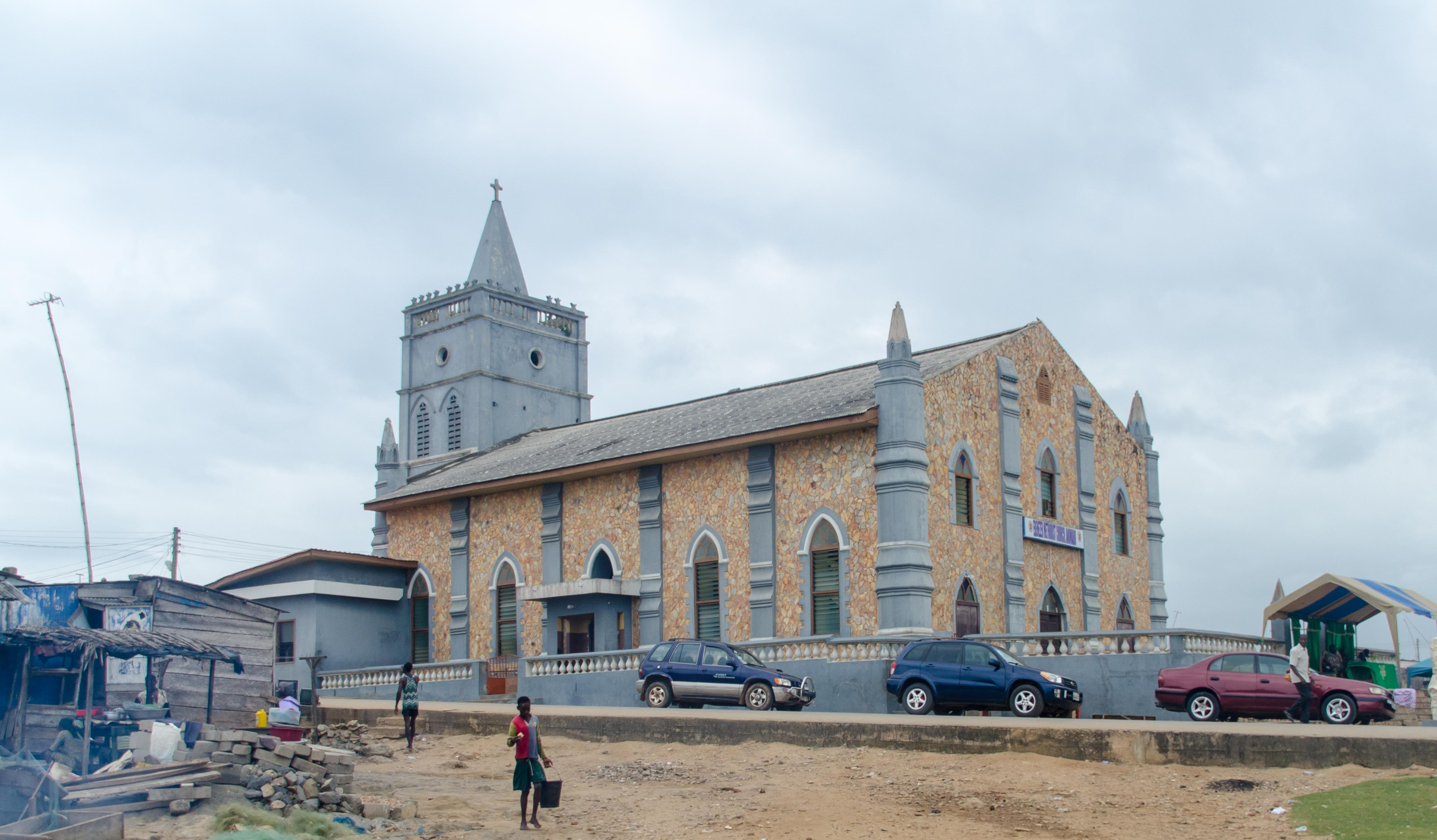
الكنيسة الميثودية في أنومابو.

في 6 مارس عام 1957، أصبحت غانا أول دولة في أفريقيا جنوب الصحراء الكبرى مستقلة عن الاستعمار الأوروبي، وتأسس مؤتمر الأساقفة الكاثوليك في غانا في عام 1960. و في يوليو من عام 1961 أصبحت الكنيسة الميثودية في غانا مستقلة. تأسست جمهورية تحت قيادة كوامي نكروما في عام 1960، وكان كوامي نكروما متزوج من القبطيَّة فتحية نكروما، وتم لاحقاً الإطاحة بحكومة نكروما من خلال انقلاب عسكري في عام 1966. وعلى الرغم من استعادة الحكومة المدنية في عام 1969، إلا أن سقوطها مرة أخرى في غضون ثلاث سنوات أنذر بالاضطرابات السياسية التي ابتليت بها المنطقة لعدة عقود. ألهم المجمع الفاتيكاني الثاني، الذي انعقد من عام 1962 إلى عام 1965، بإعادة تقييم علاقة الكنيسة الغانية بمحيطها الثقافي. مع الأخذ في الاعتبار التقاليد الاجتماعية والدينية التي تشكل البلد، أدركت الكنيسة الكاثوليكية الغانية الحاجة إلى تفاعل ديناميكي بين الإنجيل والتقاليد المحلية. ونتيجة لذلك، تم إدخال رموز ذات مغزى من الثقافات المحلية في الليتورجية، وفي التعليم المسيحي للكنيسة الكاثوليكية، وتم استخدام المفاهيم الغانية لنقل رسالة الإنجيل وفقاً للعقيدة المسيحية. وتم تنظيم مركز التجديد الروحي في كوماسي، نتيجة لتدريب الأبرشية، سرعان ما تم تعيين أشخاص غانيين في الإدارات واللجان الوطنية.

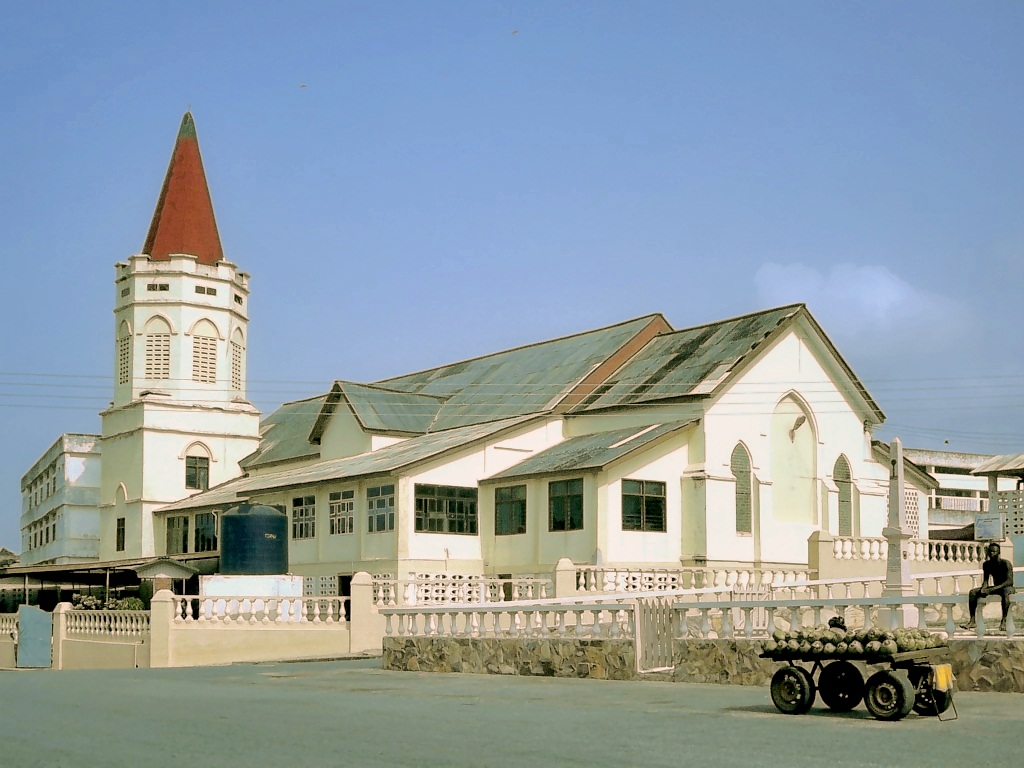
الكنيسة الأنجليكانية في كيب كوست.

من خلال سلسلة من الانقلابات، سيطرت الحكومات المتتالية على البلاد على المدى القصير في أعقاب سقوط نكروما. ثم في عام 1979، استولت حكومة عسكرية بقيادة جيري رولينغز على السلطة. في 31 ديسمبر عام 1981 قُتل ثلاثة قضاة ورائد جيش متقاعد، وتم تعليق الدستور وتقييد حرية التعبير. تم تأميم المدارس الكاثوليكية في عام 1950؛ وتم تقليص تدريس الدين المسيحي في المدارس العامة في غانا من قبل الدولة في عام 1987، وبحلول أواخر التسعينيات من القرن العشرين، تم تقليص دور الكنيسة في التعليم وحقها بتعيين المعلمين والإشراف عليهم. في عام 1985، فرضت الحكومة إغلاقًا مؤسسة المعيار الكاثوليكي الإعلامية الذي كانت تديرها الكنيسة الكاثوليكية بعد أن انتقدت سياسة الدولة، وبعد أربع سنوات، في يونيو من عام 1989، طلبت الحكومة تسجيل جميع الهيئات الدينية، على الرغم من إلغاء هذا القانون لاحقًا. استأنف نشر المعيار الكاثوليكي في عام 1992. وظلت الكنيسة الكاثوليكية نشطة في مجالات التعليم والرعاية الطبية والرفاه الاجتماعي والاقتصادي. وأدى الحضور المتزايد للأساقفة المحليين في مؤتمر أساقفة غانا الكاثوليك خلال السبعينيات من القرن العشرين إلى تمكينه من لعب دور نشط في حماية حقوق الإنسان والدفاع عنها. حافظ المؤتمر على علاقة عمل جيدة مع المجلس المسيحي في غانا وعمل سويًا في عدة مناسبات للاحتجاج معًا تحت ضغط المنظمات الدولية، في يوليو عام 1988، أصدر الأساقفة الكاثوليك بيانًا حول آثار برنامج الإنعاش الاقتصادي الحكومي، معربين عن استيائهم من الضرائب المرتفعة، واستيراد الأدوية الممنوعة، والأموال الضخمة التي كانت تُستخدم في تنظيم الأسرة. وفي عام 1991، نشرت الكنيسة الكاثوليكية وثيقة تدعو لنظام ديمقراطي جديد، ودعت الوثيقة إلى تعزيز حقوق الإنسان، وترسيخ حرية التعبير والصحافة في الدستور المقبل. عكس دستور غانا في أبريل 1992 معظم المخاوف في هذه الوثيقة.

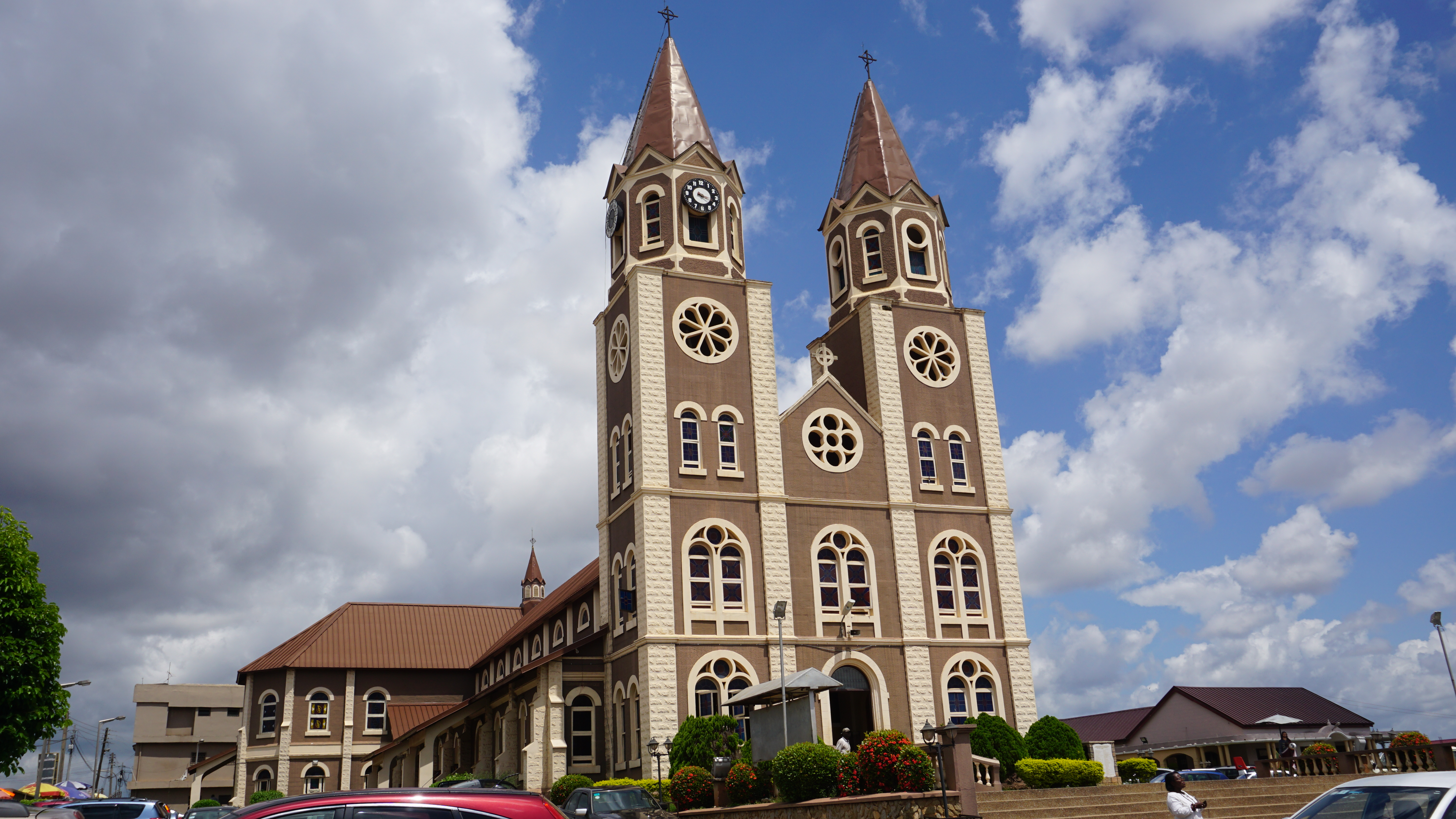
بازيليكا القديس بطرس في كوماسي.

أعاد جيري رولينغز الحريات المدنية والديمقراطية في النهاية، على الرغم من فوزه في أول انتخابات متعددة الأحزاب، والتي عقدت في نوفمبر من عام 1992 وسط بعض الجدل. حالياً فإن غانا هي واحدة من أكثر البلدان استقرارًا سياسيًا في أفريقيا، وينعكس ذلك في تعزيز حقوق الإنسان الأساسية والتنمية الاقتصادية المواتية. تصف مؤسسة «عون الكنيسة المتألمة» العلاقات بين المجتمعات الدينية الغانية المختلفة بأنها «نموذجية». ويظهر تأثير الديانة المسيحية على الحياة الاجتماعية والثقافة المحليّة بشكل خاص من خلال شبكة المدارس والجامعات المسيحية والمؤسسات الصحيّة، حوالي 42% من المؤسسات الصحية والمستشفيات في غانا تعود لمؤسسات كنسيّة ومسيحيّة.
بشكل عام كانت العلاقات بين المسلمين والمسيحيين في غانا جيدة وهناك تعايش سلمي واختلاط على كافة المستويات، بحسب مسح لمركز بيو للأبحاث نُشر عام 2013 يقول 26% من المسلمين الغانيين إن جميع المسلمين في بلدهم، أو الكثير منهم، معادون للمسيحيين، وفقاً لمسح أجراه مركز بيو للأبحاث حول مسلمي العالم. ونحو 28% من تم استطلاع آرائهم من المسلمين في غانا يقولون إن كل أو معظم أو كثير من المسيحيين معادون للمسلمين. وبحسب مركز بيو للأبحاث حوالي 46% من المسلمين الغانيين يقولون إنهم يعرفون بعضًا أو كثيرًا عن المعتقدات المسيحية، ويقول حوالي 39% من المسلمين الغانيين أنَّ المسيحية تختلف كثيراً عن الإسلام، بالمقارنة مع 51% منهم يقولون أنَّ للمسيحية الكثير من القواسم المشتركة مع الإسلام. وقال 42% المسلمين الغانيين أنهم يشاركون في اجتماعات دينيَّة منظمة مع المسيحيين.

## ديموغرافيا

### التعداد السكاني
| الإنتماء الديني | تعداد 2000 | تعداد 2010 | إحصائيَّة الديموغرافيا والصحة 2014 | تعداد 2020 |
| --------------- | ---------- | ---------- | -------------------------------- | ---------- |
| المسيحية        | 68.8%      | 71.2%      | 76.9%                            | 71.3%      |
| خمسينية         | 24.1%      | 28.3%      | 36.3%                            | 31.6%      |
| بروتستانتية     | 18.6%      | 18.4%      | 13.5%                            | 17.4%      |
| كاثوليكية       | 15.1%      | 13.1%      | 10.4%                            | 10.0%      |
| مسيحيون آخرون   | 11.0%      | 11.4%      | 16.7%                            | 12.3%      |
| الإسلام         | 15.9%      | 17.6%      | 16.4%                            | 19.9%      |
| أديان تقليدية   | 8.5%       | 5.2%       | 2.6%                             | 3.2%       |
| لادينية         | 6.1%       | 5.3%       | 4.3%                             | 1.1%       |
| أديان أخرى      | 0.7%       | 0.8%       | 0.0%                             | 4.5%       |
| ملاحظة 1. 2. 3. |            |            |                                  |            |

## الطوائف المسيحية
يرجع وجود المبشرين المسيحيين الأول على ساحل غانا مع وصول البرتغاليين في القرن الخامس عشر. ووضع المبشرين المشيخيين والميثوديين الأساس للكنيسة المسيحية في غانا خلال القرن التاسع عشر، وبدأ نجاح عملهم التبشري مع موجات التحويل للمسيحيَّة في المنطقة الساحليَّة وبين السكان الذين حصلوا على التعليم في «المؤسسات التعليمية التابعة للكنيسة» حيث تم تدريب طبقة أفريقية متعلمة. وتشمل الطوائف المسيحية في غانا كل من الكاثوليك والميثوديين والإنجيليين والمشيخيين واللوثريين والسبتيين والمعمدانيين وغيرها من الطوائف المسيحية. ويعتبر المذهب الميثودي واحد من أكبر التجمعات والمذاهب المسيحية في البلاد. ويتوزع كاثوليك البلاد على حوالي تسعة عشرة أبرشية وحوالي أربعة أسقفيات.

### البروتستانتية

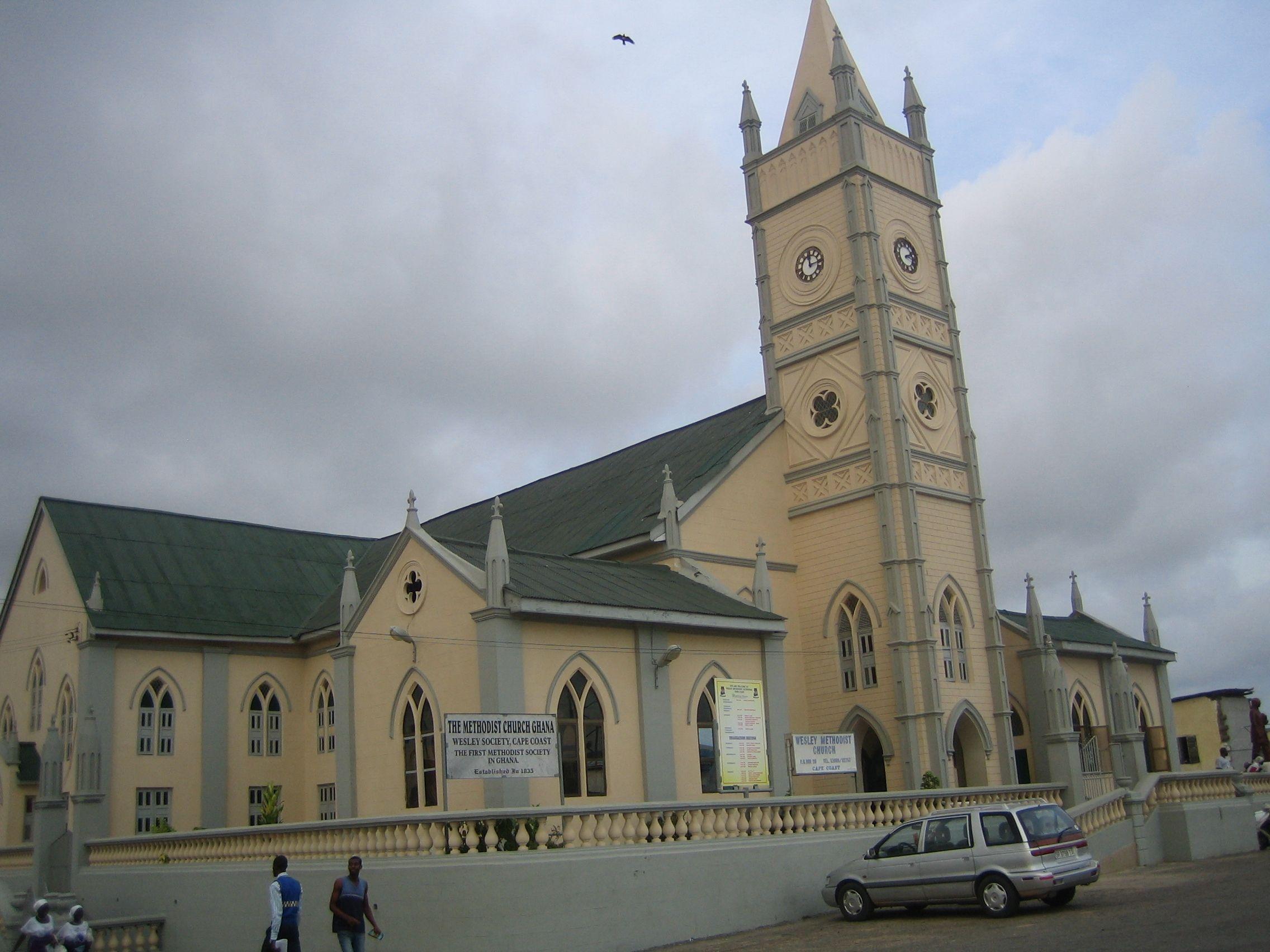
كاتدرائية ويسلي الميثودية في كيب كوست.

يعود وجود الكنيسة الميثودية في غانا كنتيجة للأنشطة التبشيريَّة للكنيسة الميثودية، والتي افتتحت لأول مرة مع وصول جوزيف رودس دانويل إلى الساحل الذهبي في غانا في عام 1835. ومثل حالة الكنيسة الأم أُنشئت الكنيسة الميثودية في غانا من قبل أشخاص من الخلفيَّة الأنجليكانية، وكان قد سبقهم المبشرون الرومان الكاثوليك والأنجليكان إلى الساحل الذهبي منذ القرن الخامس عشر. وتم تأسيس مدرسة في كايب كوست من قبل الأنجليكان خلال فترة فيليب كواك وهو كاهن غاني. أولئك الذين خرجوا من هذه المدرسة كانت لديهم المعرفة الكتابية والمواد الكتابية المقدمة من جمعية نشر المعرفة المسيحية. وطلب وليام دي-غرافت أحد أعضاء مجموعة دراسة الكتاب المقدس إرسال الكتاب المقدس من الكابتن بوتر من سفينة الكونغو، ولم يتم إرسال الإنجيل فحسب، بل أرسل أيضًا مبشِّرًا ميثوديًا. في السنوات الثماني الأولى من حياة الكنيسة توفي 11 من أصل 21 من المبشرين الذين عملوا في جولد كوست. وكان توماس بيرش فريمان الذي وصل إلى جولد كوست في عام 1838 رائدًا في التوسع التبشيري. بين عام 1838 وعام 1857 حمل أتباع الكنيسة الميثودية ايمانهم من المناطق الساحلية إلى كوماسي وفي المناطق النائية في أسانتي في جولد كوست. وبحلول عام 1854، تم تنظيم الكنيسة في الدوائر التي كانت تُشكل المقاطعات مع تعيين فريمان كرئيس، وتم استبدال فريمان في عام 1856 من قبل ويليام ويست. وتم تقسيم المنطقة وتوسيعها لتشمل مناطق في جولد كوست ونيجيريا في عام 1878 بواسطة المجمع الكنسي، وهي خطوة أكدت في المؤتمر البريطاني.
بدأ التبشير الميثودي في شمال غانا في عام 1910، بعد فترة طويلة من الصراع مع الحكومة الإستعماريَّة حيث تم تأسيس العمل التبشيري في عام 1955، وكان بول أدو أول مبشر للسكان الأصليين في شمال غانا. وفي يوليو من عام 1961 أصبحت الكنيسة الميثودية في غانا مستقلة، وسُميت الكنيسة الميثودية في غانا، بناءً على سند التأسيس وهو جزء من دستور الكنيسة وأوامرها الدائمة. الكنيسة الميثودية غانا لديها مجموع أعضاء ما يقرب من حوالي 600,000 نسمة وتضم الكنيسة خمسة عشرة أبرشية وحوالي 3,814 جمعية وحوالي 1,066 قسيس وحوالي 92,020 من الدعاة المحليين وحوالي 24,100 من القادة العلمانيين إلى جانب شبكة من المدارس ودور الأيتام والمستشفيات والعيادات.

## الحضور في المجتمع

### التعليم

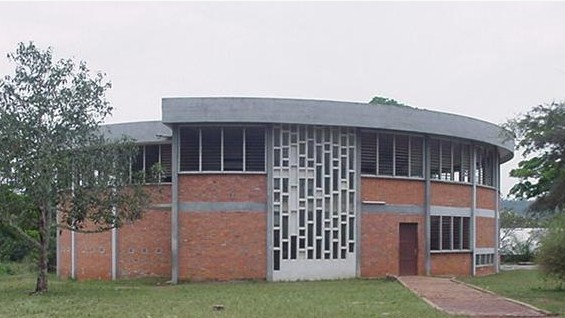
كنيسة مدرسة القديس بطرس الكاثوليكيَّة في غانا.

توجد في غانا اليوم شبكة من المدارس ثانوية المسيحية، خاصةً مدارس الأولاد والبنات المنفصلة، وهي مؤسسات ذات صلة بالبعثات المسيحية أو الكنيسة. وتم فتح مدارس الكنيسة للجميع منذ أن تحملت الدولة المسؤولية المالية عن التعليم الرسمي بموجب قانون التعليم لعام 1960. ومع ذلك فإن الهدف الرئيسي من إنشاء هذه المدارس هو التأثير على قيم مختلف الأديان أو المهام في جيل الشباب لضمان الإستمرارية. تقريباً جميع الكنائس لديها مدارس في المستويات الابتدائية والثانوية والتعليم العالي في البلاد. وعلى نحو ثابت فإن أكثر من 95% من أفضل المؤسسات التعليمية في البلاد هي مدارس مسيحية.
وجدت دراسة الدين والتعليم حول العالم قامت بها مركز بيو للأبحاث عام 2016 أنَّ المسيحيون يتفوقون تعليميًا في غانا على المسلمين حيث أنّ حوالي 25% من المسيحيين الغانيين غير حاصلين على تعليم رسمي مقابل 61% من المسلمين الغانيين، وعزا بعض علماء الاجتماع ذلك إلى جوانب تاريخية مثل الأنشطة التبشيرية المسيحية خلال فترات الاستعمار الغربي، ويشير روبرت د. ودبيري عالم اجتماع في جامعة بايلور أن للمُبشرين البروتستانت في أفريقيا «كان لهم دور فريد في نشر التعليم الشامل» بسبب الأهمية الدينية لدراسة وقراءة الكتاب المقدس، حيث قام المُبشرين في ترجمة الكتاب المقدس للغات المحليَّة وفي إنشاء المدارس لتعزيز معرفة القراءة والكتابة، ويشير ناثان نان أستاذ الاقتصاد في جامعة هارفارد أنَّ التعليم «هو المكافأة الرئيسية قبل المبشرين لجذب الأفارقة للمسيحية». كما وشجع المبشرين البروتستانت على تعليم المرأة ومحو الأمية بين النساء.

### الصحة
حاليا حوالي 42% من المؤسسات الصحية والمستشفيات في غانا تعود لمؤسسات كنسيّة ومسيحيّة، والمنظمة المظلة الجامعة والتي تشتهر بها تنتمي اليها المستشفيات والعيادات والمرافق الطبيَّة الكنسيَّة تدعى باسم جمعية الصحة المسيحية في غانا. بعض هذه المرافق موجودة في المناطق المحرومة من المرافق الطبيَّة في البلاد. تعمل جمعية الصحة المسيحية كحلقة وصل بين الحكومة وشركائها التنمويين والمؤسسات الطبية المسيحيَّة وتقدم الدعم لأعضائها من خلال تعزيز القدرات وتنسيق الأنشطة والضغط والتأييد والعلاقات العامة وترجمة السياسات الحكومية. الهدف من جمعية الصحة المسيحية هو تحسين الحالة الصحية للسكان في غانا، لا سيما المهمشين والفقراء، وبالتالي فإن المؤسسات الأعضاء الـ 183 في جمعية الصحة المسيحية تعمل في الغالب في المناطق الريفية والتي تفتقر إلى الخدمات الطبيَّة. تلعب جمعية الصحة المسيحية دوراً مكملاً لوزارة الصحة ودائرة الصحة في غانا، وهي ثاني بالتالي أكبر مزود للخدمات الصحيَّة في البلاد.

## معرض الصور

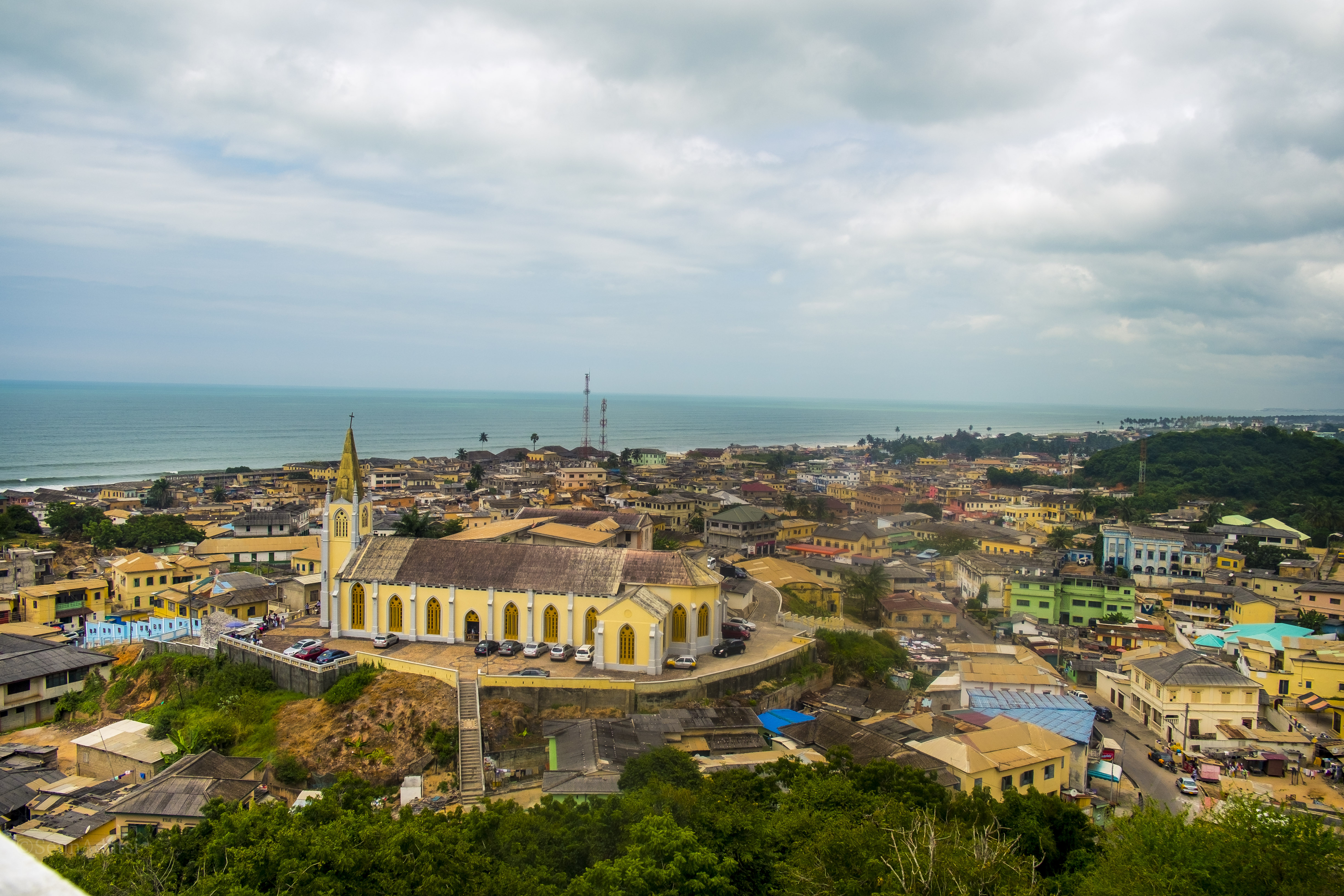
كنيسة القديس فرنسيس الأسيزي في كاب كوست
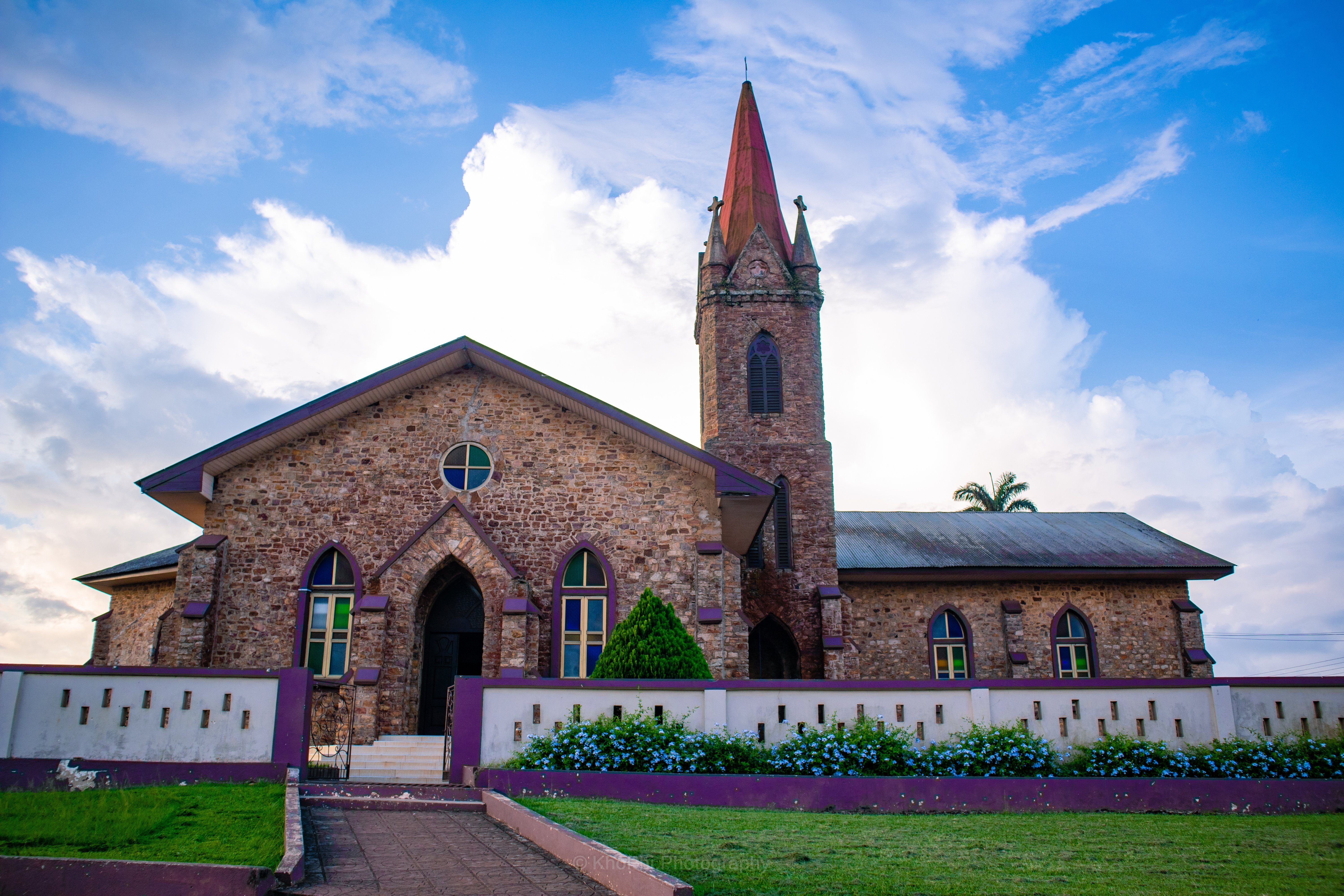
كنيسة رامسير التذكارية المشيخية في بلدة أبتیفي
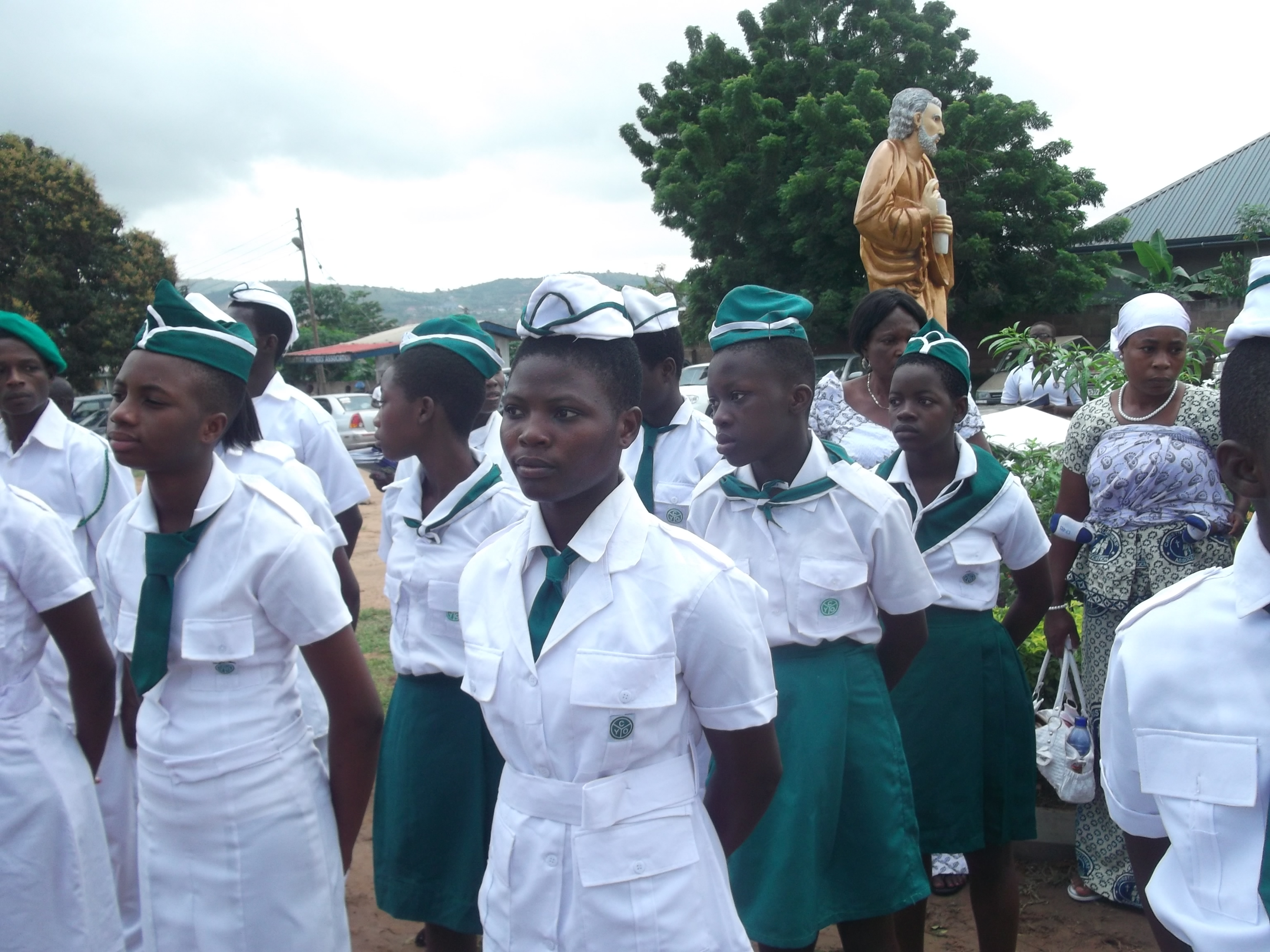
احتفال ديني كاثوليكي في أكرا
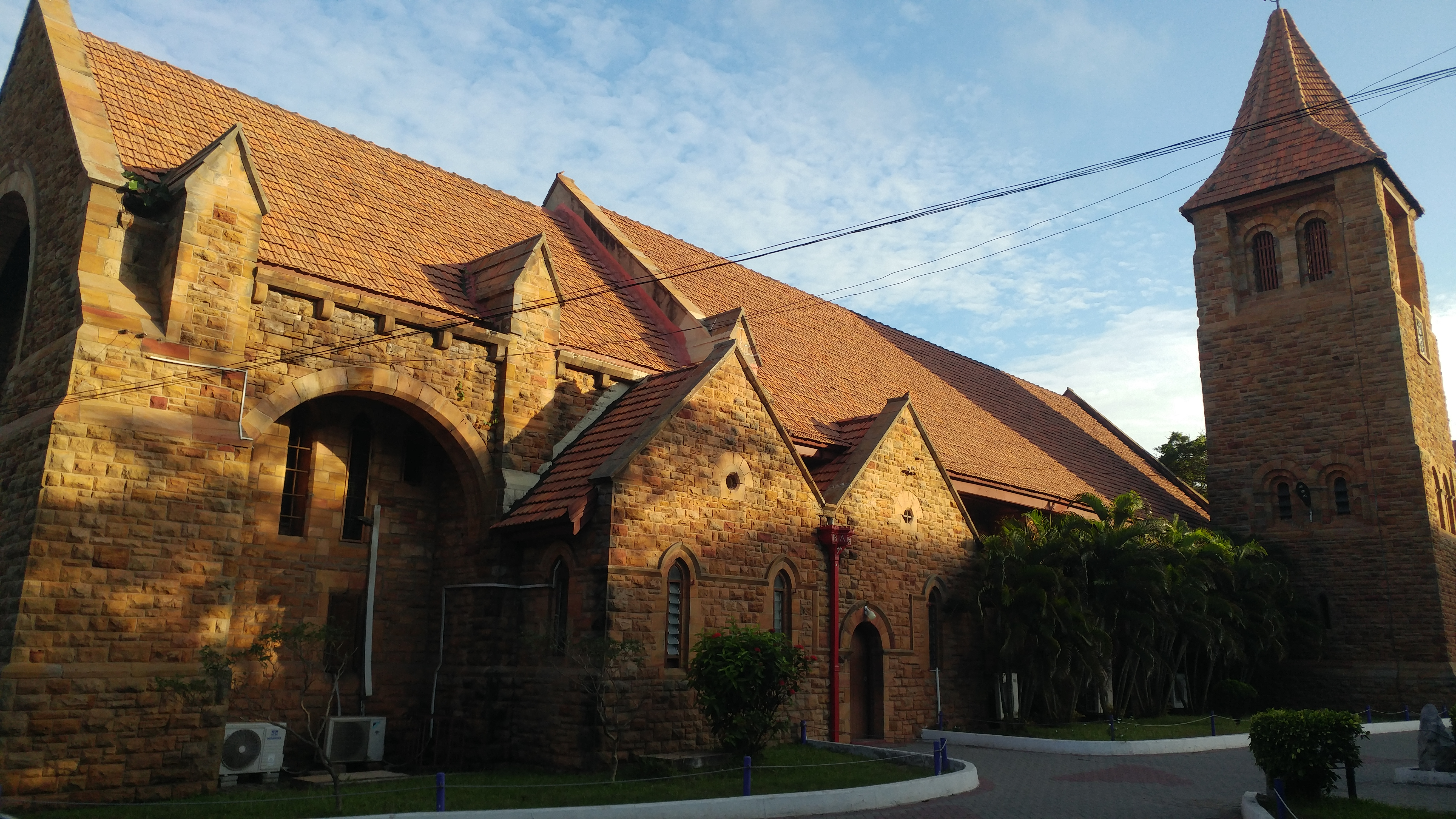
كنيسة الثالوث الأقدس في أكرا
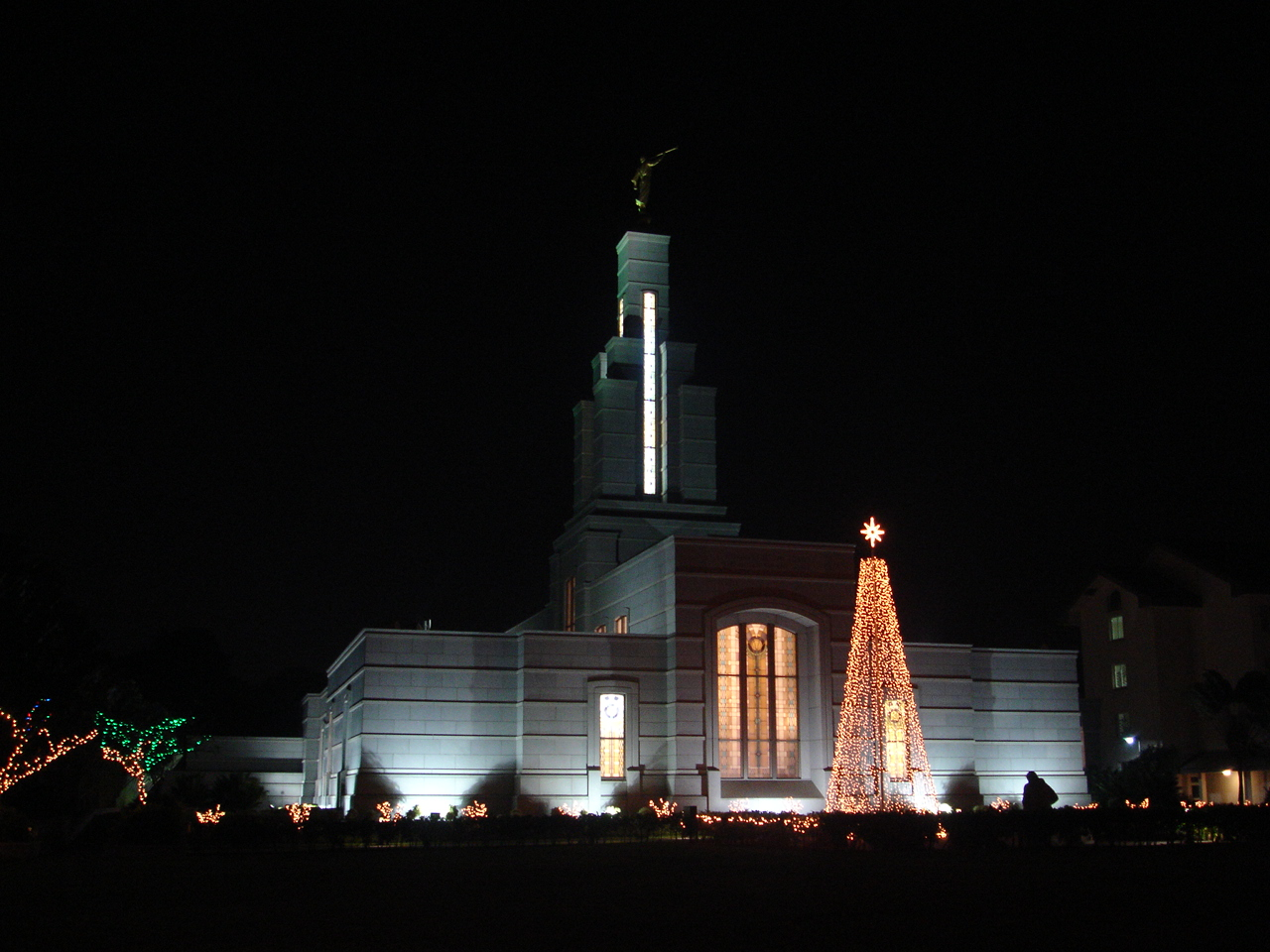
معبد كنيسة يسوع المسيح لقديسي الأيام الأخيرة في أكرا